# Edison Flores
Edison Michael Flores Peralta (ur. 14 maja 1994 w Limie) – peruwiański piłkarz występujący na pozycji skrzydłowego lub ofensywnego pomocnika w klubie Universitario de Deportes oraz w reprezentacji Peru. W swojej karierze grał także w Universitario de Deportes, Villarrealu B, Aalborg BK, Monarcas Morelia, D.C. United oraz Atlas FC.
Znalazł się w kadrze na Copa América (2016, 2019).